# Buenavista de Hikdop
Buenavista , antes conocida como Buena Vista,  es un barrio (Barangay Buenavista ) de la ciudad de Surigao  situado en una isla adyacente al noroeste de la de Mindanao. Forma parte de  la provincia de Surigao del Norte  en la Región Administrativa de Caraga, también denominada Región XIII. Para las elecciones está encuadrado en el Segundo Distrito Electoral.

## Geografía
Buenavista se encuentra 105 kilómetros al norte de la ciudad  en el extremo sur  de la isla de Hikdop. Esta isla  está situada  al sur de la bahía de Aguasán, al este del estrecho de Surigao y al norte del canal de Hinatuán.
Su término, que cuenta con una extensión superficial de 1.9095 km², linda al norte con los barrios de Alegría y de  Baybay; al sur con canal de Hinatuán; y al oeste con el barrio de  Alang-alang.

### Población
El año 2000 contaba este barrio con 1.101 habitantes que ocupaban  214 hogares. En 2007 son 977 personas, 1.293 en 2010.

## Historia
A finales del siglo XIX  formaba parte del  Tercer Distrito o provincia de Surigao: Con sede en la ciudad de Surigao comprendía  el NE. y Este de la isla de Mindanao y, además, las de Bucas, Dinágat, Ginatúan, Gipdó, Siargao, Sibunga y varios islotes entre los que se encontraba Hikdop.

## Sitios de interés
- Pagkawasán.
- La espectacular Cueva Buenavista (Buenavista Cave), donde la piedra de su interior forma la imagen ilusoria de la corte de un gran corte del rey, con cámaras pintoresdcas  con  sus estalactitas y estalagmitas. Un profundo estanque situado en una de sus cavernas nos recuerda el trono.

Este lugar tiene una playa de arena blanca donde se encuentran  erizos de mar y una variedad de  peces.